# Hypolytrum paraense
Hypolytrum paraense är en halvgräsart som beskrevs av M.Alves och William Wayt Thomas. Hypolytrum paraense ingår i släktet Hypolytrum och familjen halvgräs. Inga underarter finns listade i Catalogue of Life.